# Салмакида
Салмакида в древногръцката митология е нимфа-наяда.
Живеела в извор в Кария, където веднъж влязъл да се изкъпе Хермафродит, божествено красивият син на Афродита и Хермес. Салмакида се влюбила в него, но той не отвърнал на любовта ѝ. Тя помолила боговете никога да не я разделят от него. Боговете я чули и слели тялото ѝ с неговото. Оттогава Хермафродит станал двуполово същество.
Салмакида се споменава единствено в книга 4, стихове 306 – 320 в „Метаморфози“ на Овидий. Тя не е типична нимфа, ако се погледне на поведението ѝ, което рязко контрастира с това на другите нимфи в гръцката митология, които са се обрекли на непорочност и бягат и се страхуват от мъжете, които ги преследват. Салмакида е една от малкото нимфи, които са изключение от този митологичен канон (вж. още Ехо, Галатея).